# Albulidae
Famille
Les Albulidae forment une famille de poissons, la seule actuelle de l'ordre des Albuliformes.

## Liste des genres
Selon World Register of Marine Species (30 janvier 2024), FishBase (30 janvier 2024) et ECoF :
- Sous-famille Albulinae Bleeker, 1849
  - genre Albula Scopoli, 1777
    - Albula argentea (Forster, 1801)
    - Albula esuncula (Garman, 1899)
    - Albula gilberti Pfeiler & van der Heiden, 2011
    - Albula glossodonta (Forsskål, 1775)
    - Albula goreensis Valenciennes, 1847
    - Albula koreana Kwun & Kim, 2011
    - Albula nemoptera (Fowler, 1911)
    - Albula oligolepis Hidaka, Iwatsuki & Randall, 2008
    - Albula pacifica (Beebe, 1942)
    - Albula virgata Jordan & Jordan, 1922
    - Albula vulpes (Linnaeus, 1758)
- Sous-famille Pterothrissinae Gill, 1893
  - genre Nemoossis Hidaka, Tsukamoto & Iwatsuki 2016
    - Nemoossis belloci, Cadenat, 1937

  - genre Pterothrissus Hilgendorf, 1877
    - Pterothrissus gissu Hilgendorf, 1877

## Publication originale
(nl + la) Bleeker, P., Bijdrage tot de kennis der ichthyologische fauna van het eiland Madura: met beschrijving van eenige nieuwe soorten, vol. 22, Batavia, Egbert Heemen, coll. « Verhandelingen van het Bataviaasch Genootschap van Kunsten en Wetenschappen. v. 22 [8] », 1849, 16 p. (lire en ligne)